# 黒い皮膚・白い仮面
『黒い皮膚・白い仮面』（くろいひふ・しろいかめん、フランス語: Peau noire、masques blancs）は、マルティニーク島生まれの精神科医・フランツ・ファノンが1952年に発表した著書。ファノンは、この頃フランスに留学していた。この本の中では、自動理論のスタイルで書かれており、ファノンは、植民地支配の状況に固有の人種差別と人間性の末梢が、人間の精神に及ぼす影響について、歴史的批評を提示しながら、ファノン自身の経験が描かれている。経済的であり、劣等感の表皮化によって内在化される二重のプロセスがある。
ファノンの暴力的な倍音は、二つのカテゴリーに分類できる。一つ目は、身体、精神、文化の消滅の植民者の暴力と、空間の境界である。そして、二つ目は反植民地闘争を通じて尊厳、自己意識、歴史を戻そうとする試みとしての植民地化された暴力がある。

## 日本語訳
- 『黒い皮膚・白い仮面』 海老坂武・加藤晴久訳（フランツ・ファノン著作集・1巻）みすず書房、1970年。
  - 『同上』みすず書房〈みすずライブラリー〉、1998年。ISBN 978-4-622-05028-5
  - 『同上』（新装版）みすず書房、2020年。ISBN 978-4-622-08950-6